# Élection présidentielle lettonne de 2011
L’élection présidentielle lettonne de 2011 (2011. gada Latvijas prezidenta vēlēšanas) s'est tenue le 2 juin 2011 en Lettonie, afin d'élire le quatrième président de la République depuis l'indépendance de 1990.
Le député Andris Bērziņš a remporté le scrutin, au second tour contre Valdis Zatlers, président sortant, qui devient ainsi le premier chef de l'État letton candidat à sa réélection battu.

## Système électoral
Le Président de la République de Lettonie est élu pour quatre ans au suffrage indirect et ouvert par un collège électoral composé des membres de la Saeima, le parlement national. Il est rééligible, mais une seule fois de manière consécutive, un président ne pouvant rester en poste plus de huit ans de suite.
Est élu au premier tour le candidat qui recueille la majorité absolue du nombre total des députés, soit 51 voix sur 100. En cas d'échec, un second tour est organisé dans les mêmes conditions. A partir du troisième tour, le candidat ayant reçu le moins de votes au tour précédent est éliminé, les tours s'ensuivant jusqu'à ce qu'un candidat soit élu. Ces derniers peuvent ne pas être les mêmes d'un tour à l'autre. Comme la majorité exigée est toujours basée sur le total des membres de la Saeima et non sur la base des votes valides, il est possible qu'un tour de scrutin où s'affrontent seulement deux candidat — voire un seul — soit lui aussi infructueux.
Le président de la Saeima préside le collège électoral. Avant le premier tour de l'élection présidentielle, les partis politiques représentés à la Saeima désignent leurs candidats. Ces derniers doivent être âgés d'au moins quarante ans, posséder la citoyenneté lettonne et ne pas avoir de double nationalité ou de casier judiciaire.

## Candidats

### Noms
| Nom                              | Parti | Date de candidature | Parrainage(s)                                        |
| -------------------------------- | ----- | ------------------- | ---------------------------------------------------- |
| Valdis Zatlers Président sortant | Ind.  | 19 mai 2011         | Coalition politique Unité et Pour une bonne Lettonie |
| Andris Bērziņš Député            | Ind.  | 24 mai 2011         | 5 députés de l'Union des verts et des paysans (ZZS)  |

### Campagne
Outre Unité et Pour une bonne Lettonie (PLL), le président Valdis Zatlers avait initialement reçu le soutien de l'Union des verts et des paysans (ZZS) et de l'Alliance nationale (NA), ce qui lui accordait une réélection facile. La présidente de la Saeima, Solvita Āboltiņa, et la vérificatrice générale, Inguna Sudraba, étaient également vues comme des candidates potentielles.
Le 28 mai 2011 cependant, le président a décidé de convoquer un référendum sur la dissolution de la Saeima, ce qui lui a fait perdre l'appui d'Unité et de la NA, tandis que PLL annonçait réviser sa position. Toutefois, le Parti populaire (TP), membre de PLL, a fait savoir qu'il ne soutiendrait pas la candidature du chef de l'État sortant, alors qu'Ainārs Šlesers, du Premier Parti de Lettonie/Voie lettonne (LPP/LC) a demandé à voter pour Bērziņš afin de permettre à Zatlers de se présenter par la suite aux législatives et devenir Premier ministre.
Le Centre de l'harmonie (SC), principal parti d'opposition, avait initialement annoncé qu'il dévoilerait le nom de son candidat la veille de l'élection et qu'il choisirait celui qui lui permettrait d'accéder au gouvernement. Finalement, le SC a choisi de laisser la liberté de vote à ses députés.

## Résultats
| Candidat       | 1er tour | 1er tour | 2e tour | 2e tour |
| Candidat       | Pour     | Contre   | Pour    | Contre  |
| -------------- | -------- | -------- | ------- | ------- |
| Andris Bērziņš | 50       | 48       | 53      | 44      |
| Valdis Zatlers | 43       | 55       | 43      | 56      |